# Lerotholi, Príncipe do Lesoto
Lerotholi David Mohato Bereng Seeiso (nasceu em 18 de abril de 2007) é a terceira criança, mas o primeiro filho varão do rei Letsie III do Lesoto e da rainha Masenate Mohato Seeiso. É o herdeiro aparente ao trono do Lesoto. 
Ele é o único filho do rei do Lesoto, tendo duas irmãs mais velhas; Maseeiso e Mary Senate. Devido à primogenitura ser de preferência masculina, ele é o herdeiro ao trono do Lesoto apesar de ser o filho caçula. 
Ele recebeu o nome de Lerotholi em homenagem á Lerotholi da Basutolândia, chefe-supremo do país entre 1891 e 1905 durante a época em que o país foi um protetorado britânico. Foi batizado como "David" na Igreja de Saint Louis, em Matsieng. Tendo o chefe de Mafeteng como padrinho. 